# Малосербулівка
Малосе́рбулівка — колишнє село Великосербулівської сільської ради Єланецького району Миколаївської області.
Зняте з обліку постановою Миколаївської обласної ради 11 липня 2014 року.

## Населення

### Мова
Розподіл населення за рідною мовою за даними перепису 2001 року:
| Мова       | Кількість | Відсоток |
| ---------- | --------- | -------- |
| українська | 67        | 72.04%   |
| румунська  | 22        | 23.66%   |
| російська  | 4         | 4.30%    |
| Усього     | 93        | 100%     |

## Географія
У селі бере початок Балка Кодима.